# モンフェーロ

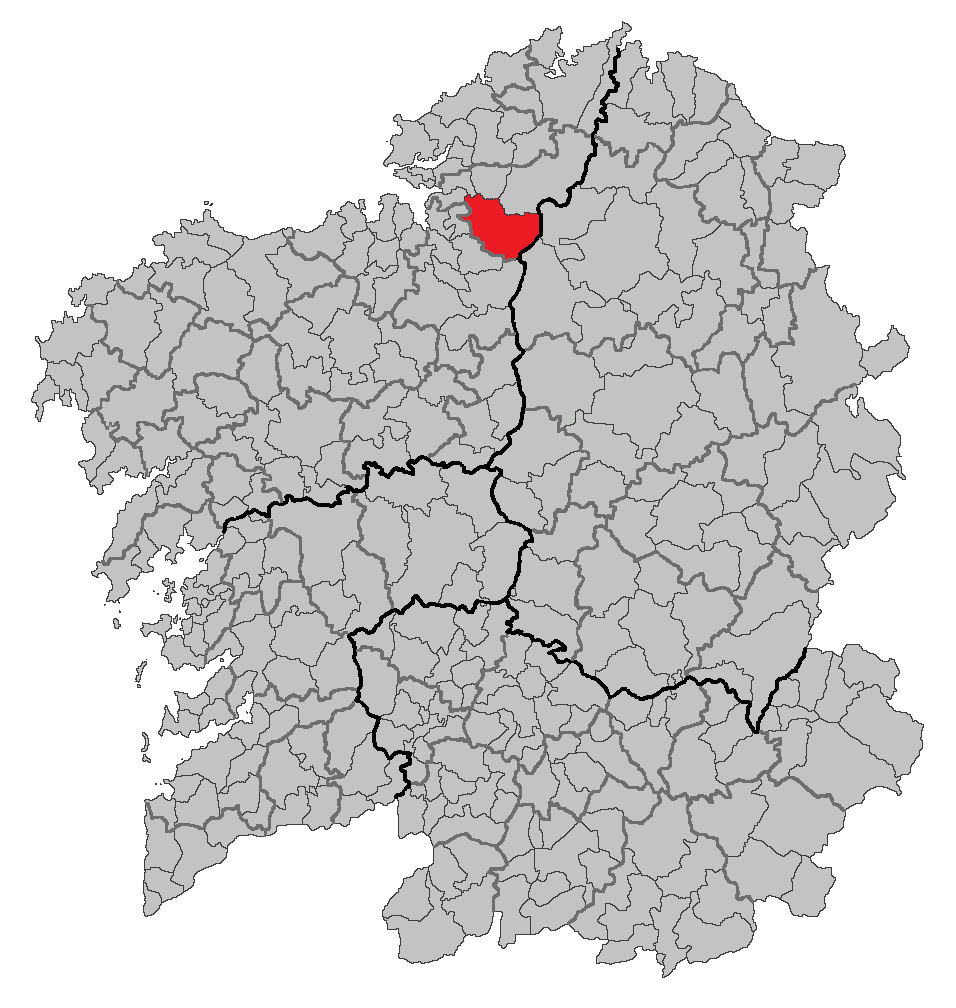
ガリシア州内の位置

モンフェーロ（Monfero）は、スペイン、ガリシア州、ア・コルーニャ県の自治体。コマルカ・ド・エウメに属し、自然公園フラガス・ド・エウメ（Fragas do Eume）内に位置する。ガリシア統計局によると、2012年の人口は2,129人（2011年：2,178人、2009年：2,299人、2006年：2,414人、2005年：2,444人、2004年：2,490人、2003年：2,552人）である。住民呼称はmonferés/-esa。
ガリシア語話者の自治体住民に占める割合は99.48%（2001年）。

## 地理
モンフェーロはア・コルーニャ県の東部に位置し、コマルカ・ド・エウメに属する。北はカバーナス、ア・カペーラ、アス・ポンテス・デ・ガルシーア・ロドリゲスと、東はシェルマーデ、ギティリス（両自治体ともルーゴ県）と、南はイリショーア、アランガと、西はビラルマイヨール、ポンテデウメの各自治体と隣接。
モンフェーロはベタンソス司法管轄区に属す。

### 人口
住民は7の教区の192の地区（集落）に居住する。
| モンフェーロの人口推移 1900－2010                       |
|                                                         |
| 出典:INE（スペイン国立統計局）1900年 - 1991年、1996年 - |

## 政治
自治体首長はローカル政党ICMONのベンハミン・モデスト・ロドリゲス・アバッド（Benjamín Modesto Rodríguez Abad）、自治体評議員はICMON：5、ガリシア社会党（PSdeG-PSOE）：4、ガリシア民族主義ブロック（BNG）：1、ガリシア国民党（PPdeG）：1となっている（2011年5月22日の自治体選挙結果、得票順）。
| 1999年6月13日自治体選挙 |        |        |          |
| 政党                    | 得票数 | 得票率 | 獲得議席 |
| PSdeG-PSOE              | 1,024  | 61.72% | 7        |
| PPdeG                   | 488    | 29.42% | 3        |
| BNG                     | 134    | 8.08%  | 1        |

| 2003年5月25日自治体選挙 |        |        |          |
| 政党                    | 得票数 | 得票率 | 獲得議席 |
| PSdeG-PSOE              | 1,111  | 70.95% | 8        |
| PPdeG                   | 305    | 19.48% | 2        |
| BNG                     | 135    | 8.62%  | 1        |

| 2007年5月27日自治体選挙 |        |        |          |
| 政党                    | 得票数 | 得票率 | 獲得議席 |
| PSdeG-PSOE              | 866    | 52.33% | 6        |
| ICMON                   | 423    | 25.56% | 3        |
| PPdeG                   | 186    | 11.24% | 1        |
| BNG                     | 175    | 10.57% | 1        |

| 2011年5月22日自治体選挙 |        |        |          |
| 政党                    | 得票数 | 得票率 | 獲得議席 |
| ICMON                   | 611    | 40.28% | 5        |
| PSdeG-PSOE              | 581    | 38.30% | 4        |
| BNG                     | 181    | 11.93% | 1        |
| PPdeG                   | 129    | 8.50%  | 1        |

## 史跡・名所
自治体内にはシトー修道会のモンフェーロ修道院（Mosteiro de Monfero）がある。その建造は10世紀にさかのぼる。

## 教区
モンフェーロは7の教区に分けられている。
- オ・アルト・デ・シェストーソ（サンタ・マリーア）
- ケイシェイロ（サン・シュルショ）
- サン・フィス・デ・モンフェーロ（サン・フィス）
- サンタ・シアー・デ・モンフェーロ（サンタ・シア）
- タボアーダ（サンタ・マリーニャ）
- オ・バル・デ・シェストーソ（サン・ペドロ）
- ビラチャー（サンタ・マリーア）